# Acanthocoleus
Acanthocoleus, biljni rod iz porodice Lejeuneaceae kojemu pripada devet priznatih  vrsta Jetrenjarki.

## Vrste
1. Acanthocoleus aberrans (Lindenb. & Gottsche) Kruijt
2. Acanthocoleus chrysophyllus (Lehm.) Kruijt
3. Acanthocoleus elgonensis Gyarmati & Pócs
4. Acanthocoleus gilvus (Gottsche) Kruijt
5. Acanthocoleus javanicus (Steph.) Kruijt
6. Acanthocoleus juddii Kruijt
7. Acanthocoleus madagascariensis (Steph.) Kruijt
8. Acanthocoleus trigonus (Nees & Mont.) Gradst.
9. Acanthocoleus yoshinaganus (S. Hatt.) Kruijt